# Pseudoyersinia
Genre
Pseudoyersinia est un genre d'insectes de la famille des Mantidae (ou des Amelidae selon les classifications).

## Liste d'espèces
Selon Catalogue of Life (24 août 2015) :
- Pseudoyersinia andreae Galvagni, 1976
- Pseudoyersinia betancuriae Wiemers, 1993
- Pseudoyersinia brevipennis Yersin, 1860
- Pseudoyersinia canariensis Chopard, 1942
- Pseudoyersinia inaspectata Lombardo, 1986
- Pseudoyersinia kabilica Lombardo, 1986
- Pseudoyersinia lagrecai Lombardo, 1984
- Pseudoyersinia occidentalis Bolivar, 1914
- Pseudoyersinia paui Bolívar, 1898
- Pseudoyersinia pilipes Chopard, 1954
- Pseudoyersinia salvinae Lombardo, 1986
- Pseudoyersinia subaptera Chopard, 1942
- Pseudoyersinia teydeana Chopard, 1942

Selon Mantodea Species File (24 août 2015) :
- Pseudoyersinia andreae Galvagni, 1976
- Pseudoyersinia betancuriae Wiemers, 1993
- Pseudoyersinia brevipennis Yersin, 1860
- Pseudoyersinia canariensis Chopard, 1942
- Pseudoyersinia inaspectata Lombardo, 1986
- Pseudoyersinia kabilica Lombardo, 1986
- Pseudoyersinia lagrecai Lombardo, 1984
- Pseudoyersinia occidentalis Bolivar, 1914
- Pseudoyersinia paui Bolivar, 1898
- Pseudoyersinia pilipes Chopard, 1954
- Pseudoyersinia salvinae Lombardo, 1986
- Pseudoyersinia subaptera Chopard, 1942
- Pseudoyersinia teydeana Chopard, 1942